# Перев'язко Василь Степанович
Василь Степанович Перев'язко (7 березня 1931, Івано-Франківська область — ?) — український радянський діяч, оператор із видобутку нафти нафтогазодобувного управління «Надвірнанафтагаз» Івано-Франківської області. Депутат Верховної Ради СРСР 6—8-го скликань (у 1964—1974 роках).

## Біографія
Закінчив школу фабрично-заводського учнівства. З 1946 року працював на лісорозробках у Ровенській області.
У 1949—1953 роках — оператор із видобутку нафти нафтопромислового управління «Надвірна нафта» Станіславської області.
У 1953—1956 роках — у Радянській армії.
Член КПРС з 1956 року.
З 1956 року — оператор із видобутку нафти нафтопромислового управління «Надвірна нафта» (потім — нафтогазодобувного управління «Надвірнанафтагаз») міста Надвірна Станіславської (Івано-Франківської) області. Без відриву від виробництва здобув середню освіту.
Потім — на пенсії у місті Надвірній Івано-Франківської області.